# Обращение священнослужителей Русской православной церкви с призывом к примирению
Обращение священнослужителей Русской Православной Церкви с призывом к примирению и прекращению войны (далее «Обращение») — реакция некоторых клириков Русской Православной Церкви на вторжение России на Украину.
«Обращение» появилось в интернете 1 марта 2022 года и было сразу републиковано ведущими СМИ (сайты «Эха Москвы» и др.). На 1 мая 2022 года под ним поставили свои подписи 293 священнослужителя РПЦ. В Обращении говорится о бесценности каждой человеческой жизни и содержится призыв к миру. В РПЦ прокомментировали Обращение в ноябре 2022 года. Обращение было названо попыткой «внести конфликт» в церковь.

## Текст
Мы, священники и диаконы Русской Православной Церкви, каждый от своего имени, обращаемся ко всем, от кого зависит прекращение братоубийственной войны в Украине, с призывом к примирению и немедленному прекращению огня.
Мы направляем это обращение после воскресенья о Страшном Суде и в преддверии Прощеного воскресенья.
Страшный суд ожидает каждого человека. Никакая земная власть, никакие врачи, никакая охрана не обезопасит от этого суда. Заботясь о спасении каждого человека, считающего себя чадом Русской Православной Церкви, мы не желаем, чтобы он явился на этот суд, неся на себе тяжелый груз материнских проклятий. Мы напоминаем, что Кровь Христова, пролитая Спасителем за жизнь мира, будет принята в таинстве Причащения теми людьми, кто отдает убийственные приказы, не в жизнь, а в муку вечную.
Мы скорбим о том испытании, которому были незаслуженно подвергнуты наши братья и сестры в Украине.
Мы напоминаем о том, что жизнь каждого человека является бесценным и неповторимым даром Божьим, а потому желаем возвращения всех воинов — и российских, и украинских — в свои родные дома и семьи целыми и невредимыми.
Мы с горечью думаем о той пропасти, которую придется преодолевать нашим детям и внукам в России и в Украине, чтобы снова начать дружить друг с другом, уважать и любить друг друга.
Мы уважаем богоданную свободу человека и считаем, что народ Украины должен делать свой выбор самостоятельно, не под прицелом автоматов, без давления с Запада или Востока.
В ожидании Прощеного воскресенья мы напоминаем о том, что врата райские отверзаются всякому, даже тяжело согрешившему человеку, если он попросит прощения у тех, кого он унизил, оскорбил, презрел, или же у тех, кто был убит его руками или по его приказу. Нет другого пути, кроме прощения и взаимного примирения.
«Голос крови брата твоего вопиет ко Мне от земли; и ныне проклят ты от земли, которая отверзла уста свои принять кровь брата твоего от руки твоей», сказал Бог Каину, позавидовавшему своему младшему брату. Горе всякому человеку, сознающему, что эти слова обращены к нему лично.
Никакой ненасильственный призыв к миру и прекращению войны не должен насильственно пресекаться и рассматриваться как нарушение закона, ибо такова божественная заповедь: «Блаженны миротворцы».
Мы призываем все противоборствующие стороны к диалогу, потому что никакой другой альтернативы насилию не существует. Лишь способность услышать другого может дать надежду на выход из бездны, в которую наши страны были брошены лишь за несколько дней.
Дайте себе и всем нам войти в Великий пост в духе веры, надежды и любви.

Остановите войну. 

## Подписи
1. игумен Арсений (Соколов), представитель Патриарха Московского и всея Руси при Патриархе Антиохии и всего Востока
2. игумен Нектарий (Морозов)
3. иерей Алексий Антоновский
4. игумен Никодим (Балясников)
5. иерей Хилдо Бос
6. иерей Василий Буш
7. протоиерей Стефан Ванеян
8. иеромонах Иаков (Воронцов)
9. иерей Александр Востродымов
10. священник Дионисий Габбасов
11. иерей Андрей Герман
12. протоиерей Евгений Горячев (ветеран Афганской войны)
13. иеромонах Иоанн (Гуайта)
14. иерей Алексий Дикарев
15. иерей Александр Занемонец
16. протоиерей Владимир Зелинский
17. протоиерей Петр Иванов
18. протоиерей Георгий Иоффе
19. диакон Илия Колин
20. протоиерей Андрей Кордочкин
21. иерей Лазарь Ленци
22. протоиерей Андрей Лоргус
23. игумен Петр (Мещеринов)
24. протоиерей Константин Момотов
25. иерей Евгений Мороз
26. иеромонах Димитрий (Першин)
27. иерей Александр Пискунов
28. протоиерей Стефан Платт
29. протоиерей Дионисий Поздняев
30. протоиерей Георгий Рой
31. священник Николай Савченко
32. иеромонах Феодорит (Сеньчуков)
33. протоиерей Иосиф Скиннер
34. протоиерей Димитрий Соболевский
35. диакон Пимен Трофимов
36. протоиерей Александр Шабанов
37. иеромонах Киприан (Земляков)
38. иерей Иоанн Леонтьев
39. протоиерей Виталий Шкарупин
40. протоиерей Сергий Дмитриев
41. протоиерей Владимир Королев
42. протоиерей Сергей Титков
43. священник Артемий Морозов
44. иерей Алексий Зорин
45. протоиерей Андрей Львов
46. протоиерей Сергий Сторожев
47. иерей Илия Гаврышкив
48. протоиерей Виталий Фонькин
49. священник Артемий Колягин
50. иеродиакон Елисей (Романцов)
51. иерей Глеб Кривошеин
52. диакон Иоанн Мыздриков
53. диакон Валериан Дунин-Барковский
54. священник Владислав Богомольников
55. протоиерей Владимир Дробышевский
56. священник Вадим Карпенко
57. протоиерей Глеб Вечелковский
58. протоиерей Феодор ван дер Воорт
59. иерей Федор Косолапов
60. иерей Антоний Лынов
61. иерей Антоний Коваленко
62. протоиерей Дионисий Кузнецов
63. священник Дмитрий Лукьянов
64. иерей Павел Касперович
65. протоиерей Валентин Бонилья
66. иеромонах Онисим (Акифьев)
67. священник Алексей Пичугин
68. протоиерей Олег Шульгин
69. протоиерей Дионисий Дуденков
70. протоиерей Виктор Теплицкий
71. протоиерей Анатолий Кора
72. иерей Алексей Козолетов
73. диакон Александр Пушкарев
74. иеромонах Иларион Резниченко
75. протоиерей Александр Дубовой
76. протоиерей Павел Сердюк
77. иерей Иоанн Бурдин
78. иерей Александр Кухта
79. диакон Дмитрий Коростелёв
80. протоиерей Георгий Завершинский
81. протоиерей Андрей Кузьма
82. иерей Павел Земляков
83. иерей Димитрий Виницкий
84. иерей Георгий Христич
85. священник Антоний Серафимович
86. иеромонах Лавр (Соломонов)
87. диакон Алексей Перуновский
88. протоиерей Василий Петров
89. диакон Стефан Кузьмин
90. иерей Дмитрий Ушаков
91. священник Яков Коробков
92. иерей Александр Насибулин
93. протоиерей Михаил Ильин
94. священник Константин Лебедев
95. иеромонах Петр (Белов)
96. Иеромонах Серафим (Стандхардт)
97. диакон Андрей Георгиевич Морозов
98. диакон Алексий Хилько
99. протоиерей Михаил Фаст
100. протодиакон Игорь Паначёв
101. протоиерей Михаил Евгеньевич Клочков
102. иерей Александр Лебедич
103. диакон Владимир Ольшевский-Давыдов
104. иерей Василий Максимишинец
105. протоиерей Пётр Коротаев
106. протоиерей Игорь Прекуп
107. протопресвитер Иоанн Гейт
108. протоиерей Сергий Маркевич
109. священник Олег Усенков
110. священник Александр Новиков
111. иерей Сергий Воинков
112. иерей Антоний Копаев
113. диакон Олег Карлащук
114. священник Димитрий Савин
115. протоиерей Павел Кивович
116. иерей Михаил Баккер
117. протоиерей Игорь Тарасов
118. иерей Сергий Дудин
119. протоиерей Андрей Лобашинский
120. протоиерей Михаил Немнонов
121. иерей Роман Савчук (по списку «Правмира») / священник Григорий Оборочану (по первоначальному списку)
122. священник Иоанн Тераудс
123. игумен Варлаам (Борин)
124. игумен Антоний (Логинов)
125. диакон Олег Агеенко
126. протоиерей Алексий Шишков
127. иеродиакон Климент (Волянский)
128. иерей Вячеслав Шафаренко
129. иерей Сергий Дырман
130. иерей Игорь Бурдейный
131. протоиерей Петр Борновалов
132. иерей Сергий Соболев
133. диакон Роман Высоцкий
134. протоиерей Вячеслав Власенко
135. игумен Геронтий (Галий)
136. протоиерей Михаил Устименко
137. иерей Силиций Силиконов
138. иерей Адам Кондратюк
139. иерей Алексий Барсуков
140. священник Геннадий Комков
141. протоиерей Сергий Борский
142. протоиерей Иоанн Гербовецкий
143. иерей Григорий Гринько
144. иерей Василий Куценко
145. протоиерей Андрей Кореньков
146. протоиерей Максим Приходько
147. протоиерей Вадим Бойко
148. протоиерей Николай Ефимчук
149. протоиерей Андрей Федоров
150. диакон Андрей Пожилов
151. протоиерей Виктор Григоренко
152. иерей Тимофей Ноздрин
153. игумен Иннокентий (Русских)
154. иерей Олег Черниченко
155. священник Александр Ткачев
156. диакон Дмитрий Дудкин
157. иерей Пётр Богатырёв
158. иерей Алексий Залицаев
159. иерей Дионисий Чернявский
160. иерей Димитрий Жестков
161. диакон Евгений Кузнецов
162. иерей Петр Галанюк
163. священник Андрей Хазов
164. священник Филипп Самсонов
165. иерей Ярослав Пирковский
166. протоиерей Максим Фионин
167. иеродиакон Исайя (Назаров)
168. иеромонах Ириней (Грибов)
169. иеромонах Василий Зобов
170. диакон Артемий Щукин
171. протоиерей Александр Ноздрин
172. иерей Андрей Ноздрин
173. иеродиакон Лука (Старостин)
174. протоиерей Михаил Ялов
175. иерей Валерий Байдак
176. священник Николай Тихончук
177. протоиерей Игорь Гагарин
178. иерей Виталий Коваленко
179. священник Андрей Швайбович
180. диакон Леонид Джалилов
181. протоиерей Димитрий Свистов
182. священник Константин Жемчужин
183. иерей Андрей Поляков
184. иеромонах Петр (Смирнов)
185. диакон Иоанн Овчинников
186. священник Александр Данилов
187. священник Дмитрий Останин
188. священник Александр Лупанов
189. протоиерей Дмитрий Осипенко
190. протоиерей Виталий Шкарупин
191. протоиерей Владимир Вильгертс
192. протоиерей Андрей Пуганов
193. диакон Богдан Сердюк
194. протоиерей Владимир Федоров
195. протоиерей Майкл Карней
196. диакон Алексий Костяновский
197. протоиерей Михаил Владимиров
198. священник Андрей Давыдов
199. иерей Иоанн Абрамчик
200. протоиерей Леонид Грилихес
201. протодиакон Филипп Тернер
202. иерей Олег Усенков
203. диакон Сергий Кульпинов
204. священник Евгений Антонов
205. диакон Иоанн Петерс
206. священник Алексей Цыкин
207. протоиерей Валентин Басюк
208. диакон Артемий Носков
209. священник Силуан Томпсон
210. протодиакон Павел Дроздовский
211. священник Виктор Дунаев
212. протоиерей Андрей Винарский
213. иерей Арсений Стрельцов
214. иерей Петр Галанюк
215. иеромонах Питирим (Дмитриев)
216. протоиерей Андрей Свинарёв
217. иерей Алексей Сураев
218. иерей Пётр Устинов
219. протодиакон Сергий Шалберов
220. священник Роман Кучма
221. иерей Андрей Логинов
222. протоиерей Андрей Хвыля-Олинтер
223. священник Кирилл Крайнюк
224. священник Александр Рульников
225. священник Игорь Москвичёв
226. священник Пётр Коломейцев
227. иеродиакон Дионисий (Волков)
228. протоиерей Константин Гипп
229. протоиерей Андрей Яхимец
230. протоиерей Михаил Владимиров
231. священник Александр Полховский
232. священник Димитрий Пенькевич
233. иеромонах Рафаил (Митрофанов)
234. протоиерей Алексий Попков
235. диакон Аркадий Фомин
236. протоиерей Петр Джексон
237. иеромонах Прохор (Куксенко)
238. иерей Александр Галуц
239. протоиерей Сергий Мирошин, ветеран боевых действий
240. иерей Леонид Целорунго
241. диакон Евгений Сирант
242. иеромонах Венедикт (Шнайдер)
243. протоиерей Алексий Демидов
244. иерей Тимофей Торопов
245. священник Алексей Иванов
246. священник Алексей Хайченко
247. иерей Серафим Дейнес
248. иерей Алексей Дудин
249. протоиерей Олег Батов
250. диакон Константин Кривунов
251. иерей Виктор Баландин
252. иерей Алексий Сорокин
253. протоиерей Роман Гильфанов, ветеран боевых действий
254. иерей Феодор Ибрагимов
255. иерей Алексей Паранюк
256. диакон Петр Гарднер
257. иерей Евгений Бокк
258. священник Алексей Туранин
259. священник Андрей Попов
260. диакон Максим Дулев
261. иерей Иоанн Лена
262. иерей Димитрий Шибаев
263. протоиерей Сергий Назаров
264. протоиерей Владимир Шибаев
265. иерей Алексий Сергеев
266. иерей Вадим Пономарев
267. протоиерей Максим Никольский
268. протоиерей Стивен Хидли
269. архимандрит Мелетий Уэббер
270. иерей Алексей Чесноков
271. протоиерей Владимир Шмалий
272. иерей Андрей Трофимов
273. иерей Алексий Волчков
274. протоиерей Виталий Бабушин
275. диакон Руслан Бочанов
276. иерей Александр Бабичев
277. священник Петр Гонов
278. протоиерей Николай Улович
279. диакон Ален Монье
280. диакон Алексей Витвицкий
281. священник Максим Бойко
282. протоиерей Александр Елатомцев
283. священник Вячеслав Бодань
284. священник Сергий Ким
285. протоиерей Георгий Шекула
286. священник Василий Родионов
287. архимандрит Максимос (Веимар)
288. протоиерей Октавиан Мошин
289. священник Ювеналий Нестеров
290. священник Максим Юдаков
291. иерей Василе Ешану
292. священник Николай Платонов
293. диакон Аркадий Фомин
294. протоиерей Андрей Бублиенко

## Официальная реакция Русской Православной Церкви
Священноначалие Русской Православной Церкви не выразило своего отношения к опубликованному документу. В отношении подписантов не последовало никаких церковных прещений.
Председатель Синодального отдела по взаимоотношениям Церкви с обществом и СМИ Московского патриархата Владимир Легойда в интервью «Российской газете» 28 апреля 2022 года высказал сдержанное неодобрение в адрес публично выражающих свою солидарную миротворческую позицию священнослужителей:

Вопрос. …Некоторые священники подписали протест против спецоперации на Украине. Что за этим — пастырская ответственность или, наоборот, поколенческая склонность к пацифизму, непонимание ситуации?…
Владимир Легойда: Только в российских епархиях Русской православной церкви более 20 тысяч священников… И тут тоже не надо впадать в дурную социологию: мол, подписавшие — такие ужасные (или прекрасные — не важно), а все остальные наоборот. Лучше не включать столь поверхностные и ничего не дающие оценки.
Но если честно, у меня вообще очень плохо «бьется» священство, пастырское служение с коллективными письмами. Священники — граждане, у них есть своя гражданская позиция. Священники — люди, а человек может испытывать любые и чем угодно мотивированные чувства. Но подписывая некий коллективный текст, не тобой написанный (если бы каждый из 270 священников писал его сам, это были бы 270 разных текстов), ты закрываешь глаза на множество важных нюансов.
Уж не говоря о том, что как только текст попадает в публичное поле, он неизбежно становится предметом использования, манипуляций, инструментом для реализации целей, иногда максимально далеких от целей подписавших письмо.
По-моему, место пастыря рядом с пасомыми. Мы с вами не раз говорили, что сердце Церкви бьется там, где священник сидит на лавочке с прихожанином и они о чём-то важном для обоих говорят. Но на этой лавочке никто же не будет зачитывать или подписывать коллективные письма.

Пастырский долг ведет священника в пункты размещения беженцев. В больницу. В госпиталь к раненому солдату. 
Заместитель председателя синодального отдела по взаимоотношениям Церкви с обществом и СМИ Вахтанг Кипшидзе так прокомментировал данное обращение: «Позиция святейшего патриарха по поводу конфликта на Украине отражена в его проповеди, которую он произнес 27 февраля. Она является исчерпывающей. Все другие позиции, которые появляются в публичном пространстве, мы считаем ненужным комментировать».
1 ноября 2022 года Вахтанг Кипшидзе высказался более жёстко. Он заявил, что подписавшие весной антивоенное обращение священники пытались «внести в церковную ограду ту конфликтность, которая к церкви не имеет отношения». По мнению заместителя председателя синодального отдела по взаимоотношениям Церкви с обществом и СМИ, в подобном обращении есть угроза, поскольку внутри церкви не должно быть разделений. Кипшидзе отметил, что выступление священнослужителей вызвало «очень большой оптимизм на Западе».

## Реакция в России
По мнению руководителя Центра по изучению проблем религии и общества Института Европы РАН Романа Лункина, «обращение части духовенства РПЦ с призывом к примирению дополняет заявления о прекращении междоусобной брани и мире между братскими народами со стороны патриарха Кирилла». «Если глава РПЦ делает акцент на угрозах для исторической Руси и для Украинской православной церкви, то в обращении больше говорится о человеческой трагедии, о страданиях людей во время военной операции,— считает эксперт.— Отличием от официальной позиции РПЦ является прямое требование священников и диаконов остановить боевые действия и дать Украине право самой определять свою судьбу без давления с Запада или Востока, что в целом не противоречит позиции России в этом конфликте».
Протоиерей Георгий Митрофанов сказал о данном обращении: «Текст этого обращения мне не близок. Он слишком декларативен и расплывчат, лишен конкретного целеполагания и к тому же непонятно кому адресован. С его посылом в целом я согласен. Среди священников, его подписавших, есть как мои друзья, так и совершенно незнакомые мне клирики, есть как те, кого я знаю и уважаю, так и те, кого я знаю и не уважаю».
Протодиакон Владимир Василик осудил данное обращение: «Этот текст оскорбителен для российских миротворцев. Для тех русских парней, которые сейчас проливают кровь за нас, для того, чтобы мы здесь спокойно жили и благополучно служили. К сожалению, в очередной раз часть священства показала, что она не со своим народом, что она повторяет фронду 1917 года. И вот за это подписавшим стоило бы попросить у нашего народа прощения. Я же прошу прощения перед теми, кто проливает кровь и борется за спасение России за неразумное поведение своих коллег. Простите нас».
Антон Хрулёв в Литературной газете дал отрицательную оценку обращению: «Так и хочется спросить: отцы честные, а что же вы восемь лет не писали писали подобных обращений? Все было хорошо в Донбассе?»
Редакция сайта «Благодатный огонь» обратилась к священноначалию Русской православной церкви с призывом лишить сана всех подписантов данного открытого письма: «Просим священноначалие Русской Православной Церкви рассмотреть вопрос о лишении сана всех подписантов гнусного и предательского по отношению к нашей Родине и российской армии обращения либеральных священнослужителей, ибо сие обращение — нож в спину российскому воину, освобождающему мир от нацизма, как это героически делали наши отцы, деды и прадеды во время Великой Отечественной войны. По сути это обращение представляет собой призыв к капитуляции России перед Западом».

## Международная реакция
В резолюции Европарламента от 7 апреля 2022 года «об усилении репрессий в России, включая дело Алексея Навального» отмечается, что Европарламент «восхваляет мужество 300 священников Русской Православной Церкви, которые подписали письмо, осуждающее агрессию, скорбящее о тяжелых испытаниях украинского народа и просящее „остановить войну“».
31 августа 2022 года Президент ФРГ Франк-Вальтер Штайнмайер, выступая на XI ассамблее Всемирного совета Церквей в г. Карлсруэ и критикуя руководство Русской Православной Церкви за оправдание нападения на Украину, особо отметил, «что сотни православных священников участвовали в общественном сопротивлении <…>. Теперь я также хочу обратиться к этим смелым личностям, чей пример напоминает нам об ответственности религий за мир: даже если вы не можете присутствовать на этой Ассамблее и говорить с нами сегодня, мы слышим вас!». Председатель Отдела внешних церковных связей Московского патриархата митрополит Волоколамский Антоний (Севрюк) в тот же день выступил с опровержением этого заявления г-на Штайнмайера.

## Преследования в отношении подписантов
21 сентября 2022 г. Вахитовский районный суд г. Казани признал иерея Глеба Кривошеина, клирика храма благоверных Ярославских чудотворцев Казани (подпись 51), виновным в дискредитации армии (часть 1 статьи 20.3.3 КоАП РФ), и в порядке административного судопроизводства оштрафовал его на 15 000 рублей за подпись под данным обращением.
Для поддержки священников, попавших под преследование, в октябре 2023 года был создан фонд «Мир всем».